# Plaza General San Martín (Buenos Aires)

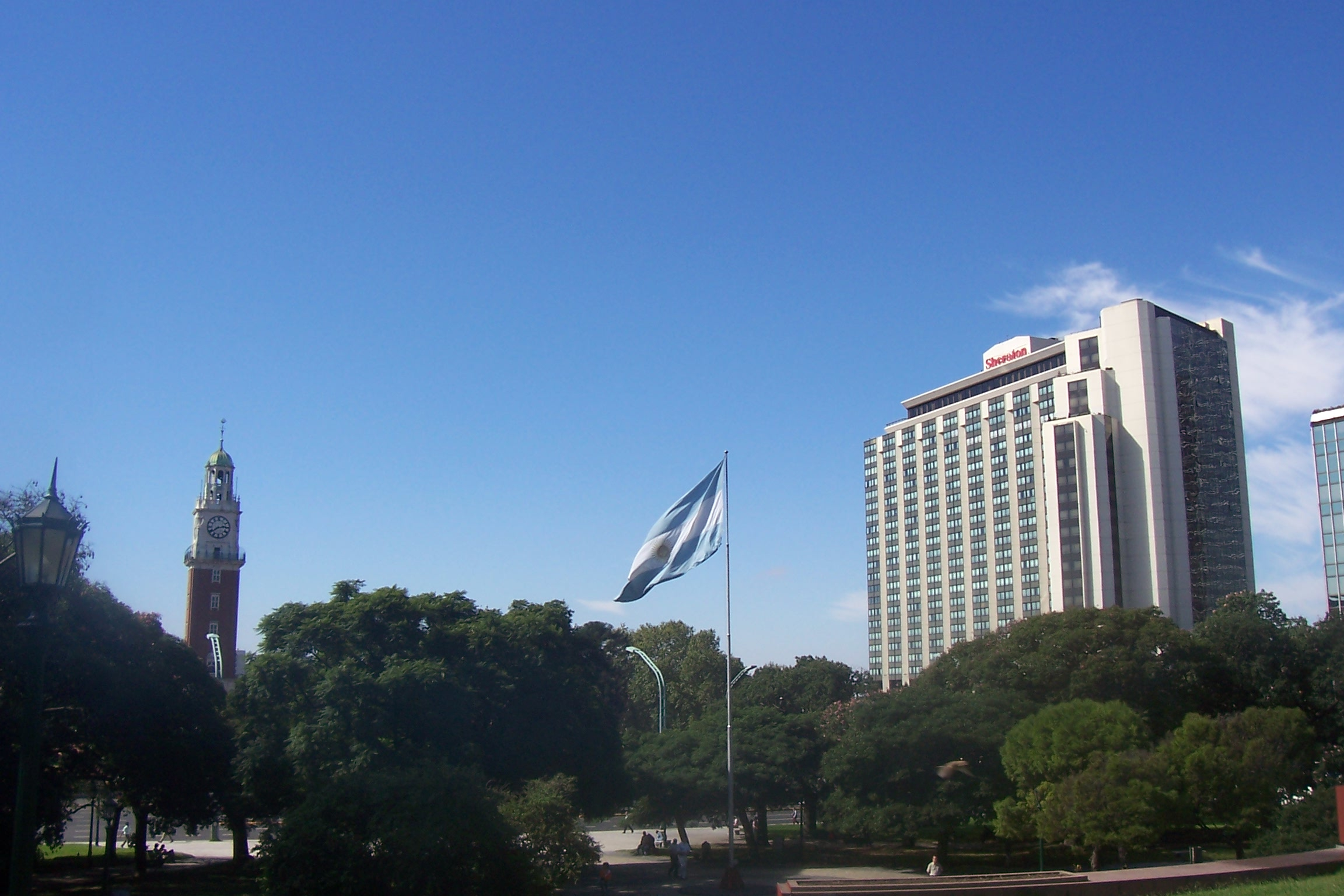
La Plaza General San Martín. On peut voir au fond la Torre Monumental (à g.) et l'hôtel Sheraton (à dr.)

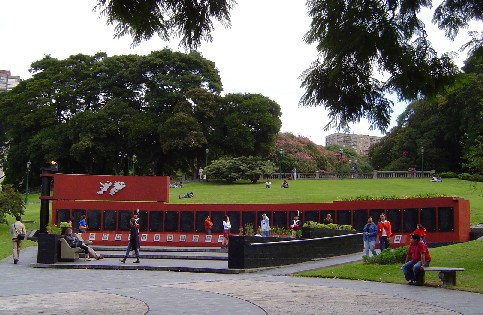
Vue du Monument aux morts des Malouines, Plaza San Martín

La Plaza General San Martín est le principal espace vert du quartier (barrio) Retiro de la ville de Buenos Aires, capitale de l'Argentine.

## Histoire
Au XVIIe siècle, le gouverneur espagnol de Buenos Aires Agustín Robles construisit sa demeure en cet endroit, et son successeur, le gouverneur Riglos, y édifia une grande demeure de pas moins de 39 chambres. On appela cet édifice Casa del Retiro. Il fut acheté en 1713 par la South Sea Company.
Le Traité d'Utrecht permettait à l'Angleterre d'introduire sur le continent des esclaves de race africaine, et l'édifice fut utilisé pour y loger ces esclaves. En outre, on construisit sur le terrain adjacent de l'actuelle Plaza Fuerza Aérea Argentina une fortification dénommée La Batería comme défense face aux pirates et aux corsaires. (C'est sur ce terrain qu'est aujourd'hui construite la Torre Monumental).
Plus tard, on édifia sur ces mêmes terrains la Plaza de Toros (arènes pour corridas), de forme polygonale et ayant une capacité pour 10.000 personnes.  
Lorsque se produisit la première invasion britannique en 1806, les troupes espagnoles de la reconquête (sous le commandement de Jacques ou Santiago de Liniers arrivèrent ici, venant de Tigre et affrontèrent puis mirent en déroute les troupes du Général Beresford.
En 1807, lors de la deuxième invasion britannique, la place fut à nouveau le théâtre d'affrontements, cette fois entre les milices populaires et les Anglais de 
Whitelocke. Les combats s'étendirent jusqu'à la zone de la Plaza de Mayo.
En 1812, José de San Martín fraichement arrivé à Buenos Aires se dédia à la formation et à l'entrainement de l'escadron de grenadiers à cheval dont il était commandant. Pour les exercices à cheval, il se servit des pentes des terrains qui constituent aujourd'hui la place. 
Cet espace reçut son nom en 1878, pour le centenaire de sa naissance.
Les casernes et la plaza de toros furent remodelés en 1850 par l'architecte britannique 
Edward Taylor, et finalement enlevés en 1883 pour laisser la place au parc actuel.

## Description de la place
La place a plus ou moins la forme d'un rectangle allongé du sud-ouest vers le nord-est (direction du Río de la Plata). La partie nord-est est formée de terrains accidentés, partie de la berge du fleuve. elle est couverte de gazon. Dans ce secteur, la vue sur le port fait que biens des habitants viennent prendre un bain de soleil ici et apprécier la vue sur la 
Torre Monumental. La partie sud-ouest est plane et surélevée. Elle est en grande partie recouverte d'arbres, et entourée de plusieurs édifices historiques, dont l'édifice Kavanagh.
L'agencement de la place est l'œuvre de l'architecte et paysagiste, né Français mais émigré en Argentine, Charles ou Carlos Thays, en l'honneur duquel on baptisa le Parque Thays, dans le quartier voisin de la Recoleta.
Parmi les espèces plantées, citons des palmiers, des tilleuls, des saules, des gomeros, des ceibos (fleur nationale argentine) et des araucarias, ainsi que des jacarandas amenés de San Miguel de Tucumán par Carlos Thays fils.
En 2009 eut lieu, sous le titre « Cultura para la Paz », l'exposition en plein air United Buddy Bears sur la Plaza San Martín. Le maire, Mauricio Macri, et le ministre de la culture argentin, Hernán Lombardi, procédèrent à l'inauguration.

## Métro
- La Plaza General San Martín est accessible par la ligne  du métro ou subte de la ville (station "General San Martín" ),